# ناتاشا رادسکی
ناتاشا رادسکی (انگلیسی: Natasha Radski) بازیگر بریتانیایی است که تباری روسی-لهستانی-اوکراینی دارد و به چند زبان صحبت می‌کند.
از فیلم‌ها یا برنامه‌های تلویزیونی که وی در آن نقش داشته‌است می‌توان به مأموران مخفی، شانگهای، فریب‌کاری و چرنوبیل اشاره کرد.